# Bandera de Tanganica
La bandera de Tanganica fue la bandera nacional de la República de Tanganica entre 1961 y 1964. Constaba de 3 colores: verde, amarillo y negro. La parte superior e inferior de la bandera son de color verde, entre las líneas verdes hay dos líneas amarillas más pequeñas, y entre las líneas amarillas esta la línea central que es de color negro.

## Banderas históricas

África Oriental Alemana (1885-1919)
Bandera de Tanganica (1919-1961)

- Datos: Q8241864